# Natal Indian Congress
Het Natal Indian Congress (NIC) werd in 1894 in Zuid-Afrika  mede opgericht door Mahatma Gandhi. De instantie trachtte de rechten van de Indiërs in Zuid-Afrika te verbeteren.
In Natal woonden veel contractarbeiders die vanaf 1860 vanuit India en Pakistan (Brits-Indië) waren aangevoerd om voor de blanke kolonisators op suikerplantages te werken.
In 1919 sloot het NIC zich aan bij de koepelorganisatie South African Indian Congress (SAIC), die dat jaar werd opgericht en waarbij ook de zusterorganisaties uit Transvaal en de Kaapkolonie waren aangesloten.  Begin 1990er jaren werden de NIC en de TIC (Transvaal Indian Congress) opgeheven.
Tegenwoordig is het NIC samengesmolten met het African National Congress (ANC), de Zuid-Afrikaanse vrijheidsbeweging.

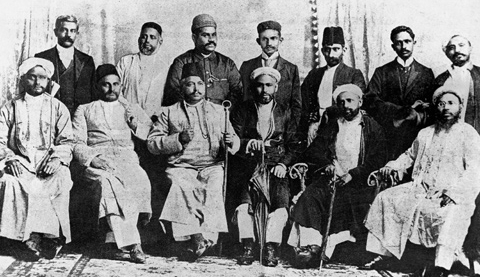
Natal Indian Congress, 1895